# Kim Jeong-hwan
Kim Jeong-hwan (* 22. Januar 1954 in Seoul) ist ein südkoreanischer Schriftsteller und Lyriker.

## Leben
Kim Jeong-hwan wurde am 22. Januar 1954 in Seoul geboren. Er machte 1980 seinen Abschluss in Anglistik an der Seoul National University. Im selben Jahr debütierte er mit der Veröffentlichung von sechs Werken.
Kims Betrachtungen einer Gesellschaft, die größtenteils von der Arbeiterklasse getragen wird, stellt ganz deutlich die poetische Transformation dar, die er in den späten Achtzigern durchlief. Ende der neunziger Jahre veröffentlichte Kim eine Gedichtsammlung mit dem Titel Über Züge (기차에 대하여). Die Gedichte in diesem Sammelband offenbaren die Weltanschauung und den Charakter der Arbeiterklasse, durch eine simple und prägnante Ausdrucksweise, frei von der gelegentlichen Monotonie, wie sie normalerweise in Prosa zu finden ist.
Kim veröffentlichte auch einige realistische Gedichte, die sich mit dem Leiden, den Frustrationen und den Hoffnungen der Minjung (Volksmassen) beschäftigen.

## Arbeiten

### Koreanisch
- 마포, 강변동네에서 Mapo, in einem Viertel am Fluss (1980)
- 지울수없는 노래 Unauslöschbares Lied (1982)
- 황색 예수전 Geschichte des gelben Jesus (1983)
- 사랑노래 Liebeslied (1984)
- 좋은 꽃 Eine schöne Blume (1985)
- 우리 노동자 Wir Arbeiter (1989)
- 기차에대하여 Über Züge (1990)
- 하노이서울시편 Gedichte Hanoi-Seoul (2003)

#### Romane
- 사랑의생애 Das Leben der Liebe (1992)
- 순금의기억 Erinnerungen des puren Goldes (1996)